# Issam Dahmani
Issam Dahmani, né le 15 octobre 1995 à Rotterdam aux Pays-Bas, est un joueur international néerlandais de futsal.

## Biographie
Natif de Rotterdam (Pays-Bas), il grandit à Rosendael.

### En club
Issam Dahmani joue au SC Kruisland au football amateur aux Pays-Bas au poste de défenseur central. Il s'engage en 2016 au Real Herentals en signant un contrat dans le monde du futsal.
En mai 2022, il atteint les demi-finales de play-offs pour la promotion en D1 du championnat belge. Le 23 mai 2022, il prolonge son contrat d'une saison supplémentaire sous le nouvel entraîneur Luc Nys.
Le 18 juillet 2024, il s'engage au Tigers Roermond, club champion en titre de l'Eredivisie, et rejoint par la même occasion Lahcen Bouyouzan, Karim Mossaoui et Soufian Charraoui.

### En équipe nationale
Le 20 septembre 2022, il honore sa première sélection avec l'équipe des Pays-Bas face au Kosovo à l'occasion des qualifications de la Coupe du monde 2024 (victoire, 2-1). Lors de ce match, il inscrit le premier but du match. Le 11 octobre 2022, il dispute son deuxième match international face à l'Ukraine (défaite, 4-2).

## Palmarès
- Champion des Pays-Bas avec le Tigers Roermond en 2025